# 生島淳
生島 淳（いくしま じゅん、1967年8月7日 - ）は、日本のスポーツライター、スポーツジャーナリスト。みなと気仙沼大使、みやぎ絆大使。宮城県気仙沼市出身。

## 来歴・人物
宮城県気仙沼高等学校、早稲田大学社会科学部社会科学科卒業後、広告代理店博報堂勤務と並行してスポーツライターとして活動、1999年に独立。ラグビー、水泳、卓球、駅伝など国内スポーツの取材・執筆活動のほか、NBAなどアメリカスポーツ関連の翻訳や番組キャスターをつとめる。ジャーナリストとして雑誌や新聞のコラムを担当するほか、選手個人にスポットをあてた伝記的な著作、選手の家族との共著などの著書があり、元メジャーリーグベースボール選手の長谷川滋利や石井一久などの本では構成を務め、スポーツドキュメントの本の構成も担当している。批評性を重視する傾向にあり、箱根駅伝がマラソン強化の阻害要因になっていると批判した『駅伝がマラソンをダメにした』は大きな話題となった。
NHKのBSに出演する機会が多く、BS-1で放送されている「BSベストスポーツ」のキャスターを担当している。ラジオでは自らパーソナリティを務めた「生島淳のアクティブスタイル」をはじめ「生島ヒロシのおはよう一直線」や「ストリーム」「荒川強啓 デイ・キャッチ!」「サタデー大人天国! 宮川賢のパカパカ行進曲!!」など、TBSラジオへの出演が多い。

### 家族
実兄は元TBSアナウンサーで生島企画室（現：FIRST AGENT）代表取締役会長を務めた生島ヒロシと、同じくFIRST AGENT相談役の生島隆（元代表取締役社長）。他に姉もいる。甥（生島ヒロシの息子）は俳優の生島勇輝とその弟でダンサー、俳優の生島翔。

## 著書
- 『NBAワンダーランド　(徳間文庫)』（徳間書店、1994/3、ISBN 978-4198900847）
- 『NBA超すごいヤツ全集』（フットワーク出版、1998/4、ISBN 978-4876892730）
- 『慶應ラグビー「百年の歓喜」』（文藝春秋、2000/9、ISBN 978-4163565903）
- 『すず』（千葉すず本人との共著、新潮社、2001/6、ISBN 978-4104482016）
- 『スポーツルールはなぜ不公平か　(新潮選書)』（新潮社、2003/7、ISBN 978-4106035289）
- 『世紀の誤審 オリンピックからW杯まで　(光文社新書)』（光文社、2004/7、ISBN 978-4334032593）
- 『愛は天才じゃない　母が語る福原家の子育てって?』（福原愛の母・福原千代との共著、三起商行、2005/1、ISBN 978-4895888127）
- 『駅伝がマラソンをダメにした　(光文社新書)』（光文社、2005/12、ISBN 978-4334033354）
- 『アマチュアスポーツも金次第　(朝日新書　45)』（朝日新聞社、2007/5、ISBN 978-4022731456）
- 『愛は負けない　福原愛選手ストーリー』（学研、2007/10、ISBN 978-4052024283）
- 『大国アメリカはスポーツで動く』（新潮社、2008/8、ISBN 978-4103100218）
- 『監督と大学駅伝』（日刊スポーツ出版社、2008/12、ISBN  978-4817202604）
- 『スポーツを仕事にする！ (ちくまプリマー新書)』（筑摩書房、2010/9、ISBN 978-4480688484）
- 『気仙沼に消えた姉を追って』（文藝春秋、2011/11、ISBN 978-4163746203）
- 『箱根駅伝 (幻冬舎新書) 』（幻冬舎、2011/11、ISBN 978-4344982369）
- 『箱根駅伝ナイン・ストーリーズ』（文藝春秋、2015/12、ISBN 978-4167905200）

## 出演番組

### 現在
- TBSラジオ
  - 「生島ヒロシのおはよう一直線」生島ヒロシスポーツ一直線・電話出演レギュラー
  - 「蓮見孝之 まとめて!土曜日」・8：00から出演
- NBCラジオ 「ひるかラ」月曜日「生島淳・スポーツを聞く」・電話出演レギュラー
- TBCラジオ 「ごごはみみこいラジオな気分」月曜日「きき耳」・電話出演レギュラー

### 過去
- NHK-BS1 「ワールドスポーツMLB」
- NHK-BShi・NHK-BS1 「BSベストスポーツ」
- NHK-BShi・NHK-BS2 「週刊ブックレビュー」
- NHK-BShi・NHK-BS1 「ベストスポーツUSA」
- NHK-BS2「BS海外ドラマ夜話ER緊急救命室」
- NHK-BS2「BSマンガ夜話」
- NHK-BS2「大リーグへの招待状～2007夢の舞台へようこそ～」
- NHK教育テレビ 「視点・論点」
- NHK総合テレビ「クローズアップ現代」
- NHK総合テレビ「ニュースウオッチ9」
- NHK総合テレビ「特報首都圏」
- NHK総合テレビ「サンデースポーツ」
- テレビ朝日「報道ステーション」
- TBSラジオ「生島淳のアクティブスタイル」
- TBSラジオ「ビビる大木のSPORTS☆STAR!!」
- TBSラジオ「長谷川滋利の野球術」・アシスタント
- TBSラジオ「バツラジ」・コーナーゲスト
- TBSラジオ「こちら山中デスクです」・コーナーゲスト
- TBSラジオ「ストリーム」
- TBSラジオ(JRN系全国ネット)「日本全国8時です」・土曜日担当
- TBSラジオ「小島慶子 キラ☆キラ」・サウンドパティスリー月曜日担当
- TBSラジオ「土曜朝イチエンタ。堀尾正明+PLUS!」・スポーツメガネ→スポーツクローズアップのコーナーMC（元々は「日本全国8時です」土曜日のコーナーだったものをシフトしたもの）
- TBSラジオ「荒川強啓 デイ・キャッチ!」・コーナーゲスト
- TBSラジオ「土曜ワイドラジオTOKYO ナイツのちゃきちゃき大放送」・コーナーゲスト（2023年6月3日、同コーナーに出演予定だったえのきどいちろうが体調不良により欠席のため代演）
- CurlTV「パシフィックカーリング選手権」実況（2006年）
- 読売テレビ「雨スポ」・生島眼鏡店コーナー改め『いくちま』担当
- RKBラジオ「ニュース新発見 インサイト」火曜日「インサイト・カルチャー」・電話出演レギュラー
- TBCラジオ 「ロジャー大葉のラジオな気分」月曜日「きき耳」・電話出演レギュラー